# Środki przeczyszczające
Środki przeczyszczające, leki przeczyszczające – produkty roślinne, związki chemiczne lub leki wzmagające ruchy jelit albo rozluźniające stolec i przyśpieszające w ten sposób wypróżnienie, przyjmowane najczęściej przy zaparciach, zwykle doustnie lub w postaci czopków.
Niektóre solne leki przeczyszczające, a także działające pobudzająco lub poślizgowo, są stosowane do oczyszczenia jelita grubego w celu wykonania badań odbytnicy i jelit. W takich przypadkach można je podawać we wlewach doodbytniczych. Wystarczająco wysokie dawki leków przeczyszczających powodują wystąpienie biegunki.
Zaparcia bez znanej przyczyny organicznej, czyli idiopatyczne, występują częściej u kobiet niż u mężczyzn.

## Środki zwiększające objętość mas kałowych (pęczniejące)
- Miejsce działania: jelito cienkie i grube
- Początek działania: 12–72 godzin
- Przykłady: inulina, babka płesznik, metyloceluloza, polikarbofil, błonnik pokarmowy, jabłka, otręby, płatki owsiane, pektyny, gumy roślinne (agar, sterkulina)

## Środki zmiękczające masy kałowe i surfaktanty (ułatwiające pasaż)
- Miejsce działania: jelito cienkie i grube
- Początek działania: 12–72 godzin
- Przykłady: dokuzan sodowy, senes

## Środki powlekające i zmiękczające
- Miejsce działania: jelito grube
- Początek działania: 6–8 godzin
- Przykłady: parafina ciekła

## Osmotyczne środki przeczyszczające
Powodują zatrzymanie wody w jelicie, co zmiękcza masy kałowe. Wyróżnia się dwa główne typy: sole przeczyszczające i środki hiperosmotyczne.

### Sole przeczyszczające
- Miejsce działania: jelito cienkie i grube
- Początek działania: 0,5–6 godzin
- Przykłady: fosforan sodu, cytrynian magnezu, wodorotlenek magnezu, siarczan magnezu, jednozasadowy fosforan sodu, difosforan sodu, siarczan sodu

### Przeczyszczające środki hiperosmotyczne
- Miejsce działania: jelito grube
- Początek działania: 0,5–3 godzin
- Przykłady: czopki glicerynowe, alkohole cukrowe: ksylitol, sorbitol, laktytol, mannitol, laktoza, laktuloza i polietylenoglikol (PEG).

#### Skuteczność
Badanie kontrolowane z randomizacją wykazało, że 17 g polietylenoglikolu (PEG) przyjmowanego raz dziennie daje u dorosłych lepsze efekty niż 6 mg tegaserodu dwa razy dziennie. W badaniach kontrolowanych z randomizacją wykazano również, że 2 saszetki PEG (26 g) dają lepsze rezultaty niż 2 saszetki laktulozy (20 g). 17 g PEG/dzień okazało się w kontrolowanych badaniach z randomizacją bezpieczne przy stosowaniu przez 6 miesięcy. Inne badanie kontrolowane z randomizacją wykazało brak różnicy pomiędzy działaniem sorbitolu a laktulozy.
Wykazano, że PEG jest bardziej skuteczny niż laktuloza.

## Drażniące (pobudzające, kontaktowe) środki przeczyszczające
- Miejsce działania: jelito grube
- Przykłady:

| Początek działania | Nazwa środka przeczyszczającego                        |
| 6–8 godzin         | szakłak pospolity                                      |
| 6–10 godzin        | bisakodyl (tabletka) kasantranol senna aloes zwyczajny |
| 2–6 godzin         | olej rycynowy                                          |
| 15–60 minut        | bisakodyl (czopek)                                     |

### Olej rycynowy
- Miejsce działania: jelito cienkie

Olej rycynowy działa bezpośrednio na błonę śluzową jelita lub na zwoje nerwowe, zmieniając wydzielanie wody i elektrolitów. W jelicie jest on przekształcany do kwasu rycynolowego (aktywny metabolit). 

## Agonisty serotoninowe
Tegaserod (nazwa handlowa Zelnorm) jest lekiem pobudzającym perystaltykę jelitową poprzez aktywację receptorów serotoninowych 5-HT4 jelitowego układu nerwowego. Jego stosowanie wiąże się jednak ze zwiększonym ryzykiem wystąpienia incydentów sercowo-naczyniowych, w tym zawału mięśnia sercowego, i dlatego został wycofany z rynku w 2007 roku.